# 钻叶鳞叶藓
钻叶鳞叶藓（学名：Taxiphyllum subarcuatum）为灰藓科鳞叶藓属下的一个种。